# Priapella
Priapella es un género de peces actinopeterigios de agua dulce, el único de la tribu Priapellini, distribuidos por ríos de América Central y la especie Priapella chamulae en América del Norte.

## Especies
Existen seis especies reconocidas en este género:
- Priapella bonita (Meek, 1904)
- Priapella chamulae Schartl, Meyer y Wilde, 2006
- Priapella compressa Álvarez, 1948
- Priapella intermedia Álvarez y Carranza, 1952
- Priapella lacandonae Meyer, Schories y Schartl, 2011
- Priapella olmecae Meyer y Espinosa Pérez, 1990